# Штансдорф
Штансдорф (нім. Stahnsdorf) — громада в Німеччині, розташована в землі Бранденбург. Входить до складу району Потсдам-Міттельмарк.
Площа — 49,07 км2. Населення становить 15 756 ос. (станом на 31 грудня 2020 року).

## Демографія
- Динаміка населення з 1875 року в сучасних кордонах (Синя лінія: населення; Пунктир: відносна порівняльна динаміка населення землі Бранденбург; Сірий фон: період Третього рейху; Помаранчевий фон: період НДР)
- Динаміка населення (синя лінія) і прогнози

| Рік  | Населення |
| ---- | --------- |
| 1875 | 1 488     |
| 1890 | 1 495     |
| 1910 | 2 746     |
| 1925 | 3 399     |
| 1939 | 8 391     |
| 1950 | 8 900     |
| 1964 | 8 820     |

| Рік  | Населення |
| ---- | --------- |
| 1971 | 8 869     |
| 1981 | 8 341     |
| 1985 | 8 120     |
| 1990 | 7 938     |
| 1995 | 9 431     |
| 2000 | 11 506    |
| 2005 | 13 235    |

| Рік  | Населення |
| ---- | --------- |
| 2010 | 14 210    |
| 2015 | 15 127    |
| 2016 | 15 240    |
| 2017 | 15 270    |
| 2018 | 15 243    |
| 2019 | 15 371    |
| 2020 | 15 756    |

Джерела даних вказані на Wikimedia Commons.

## Галерея

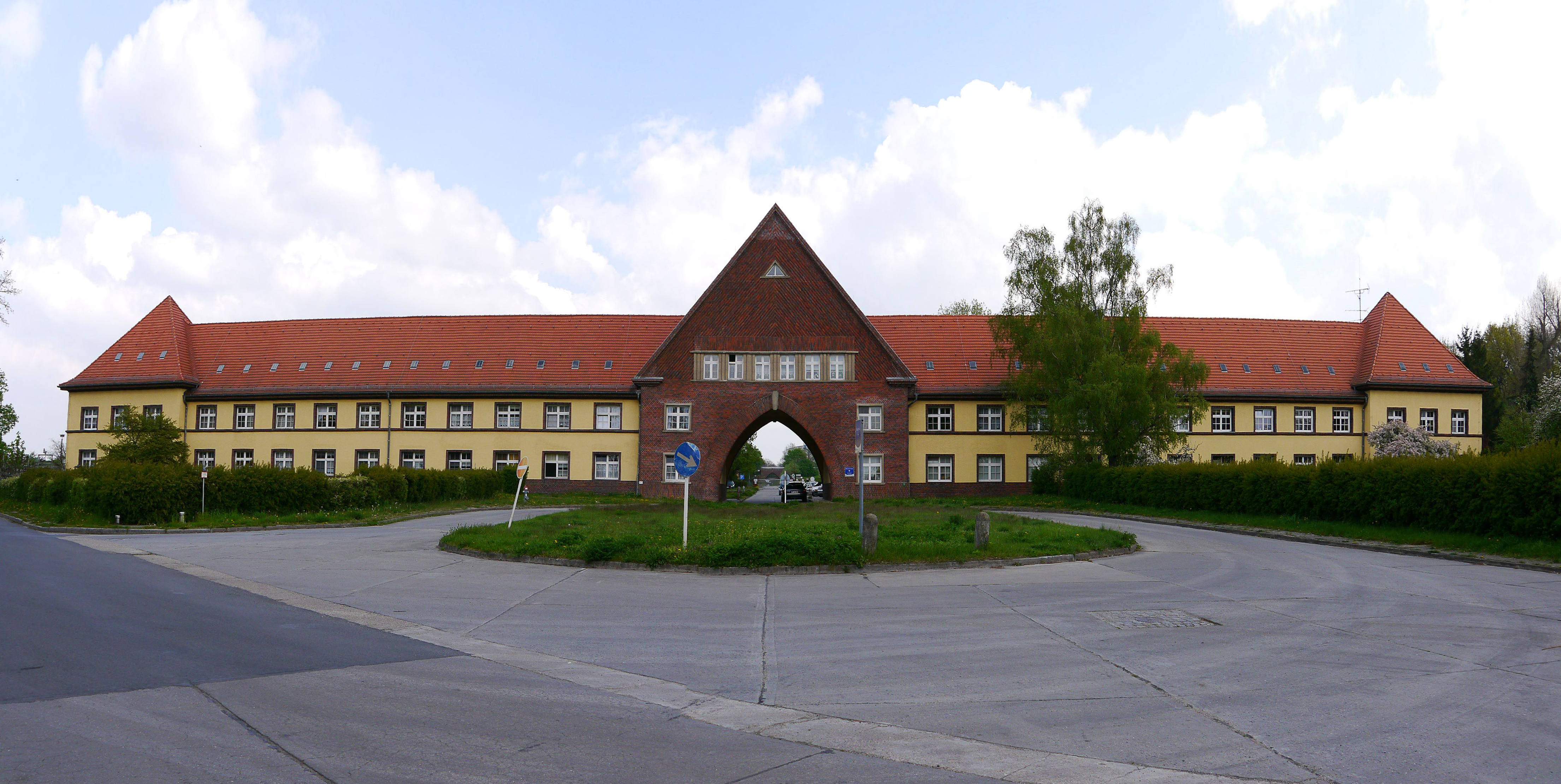
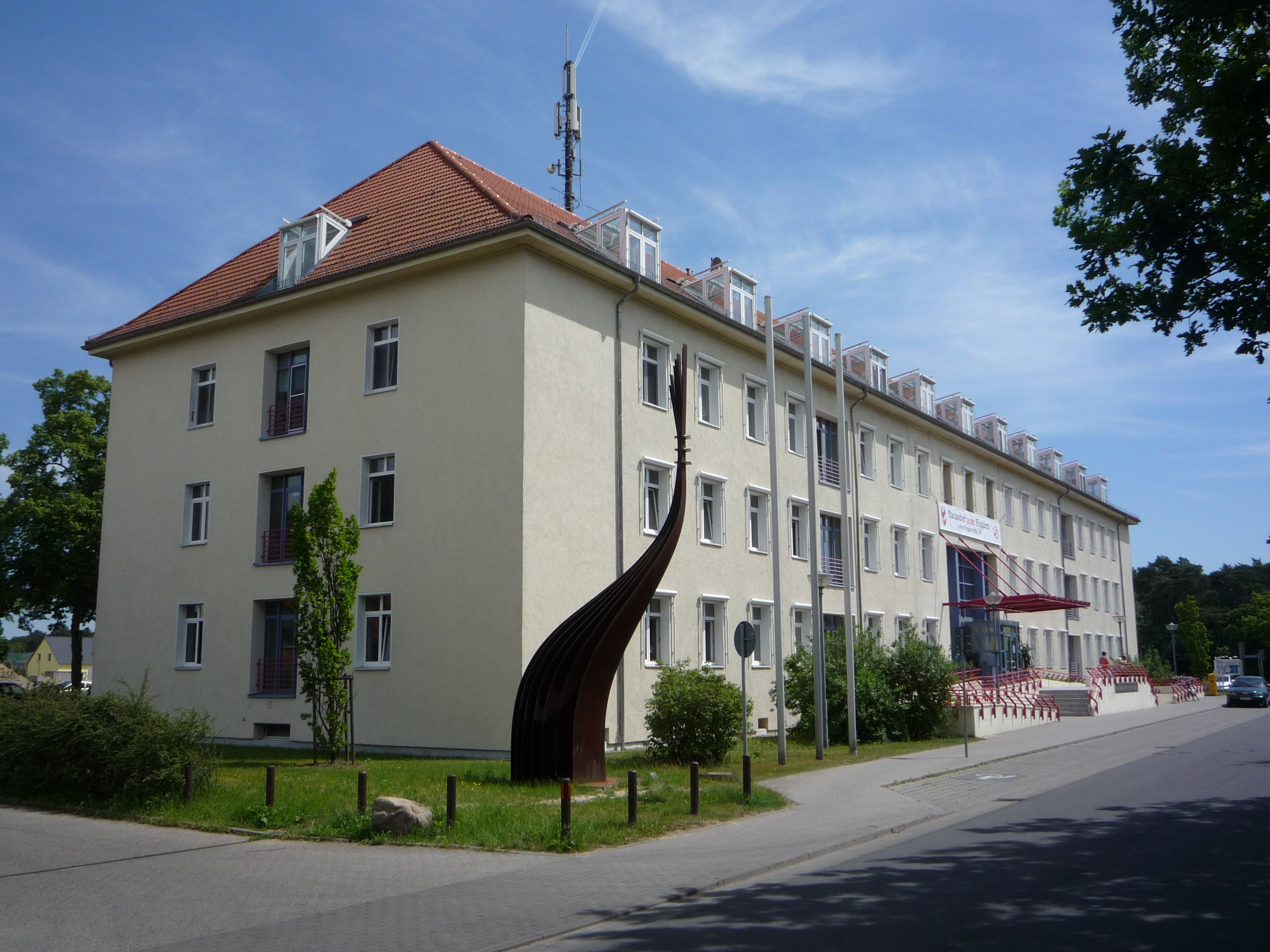
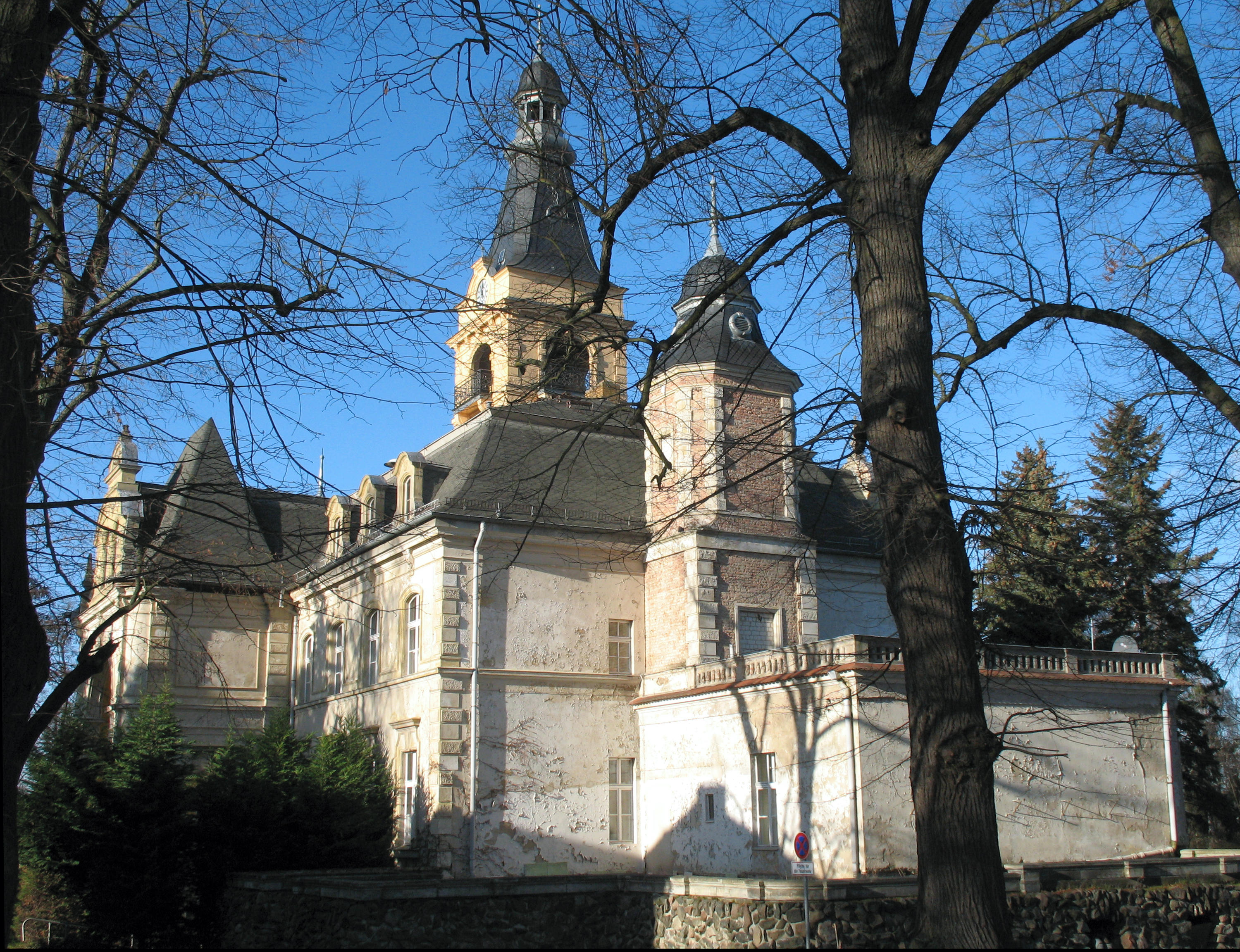
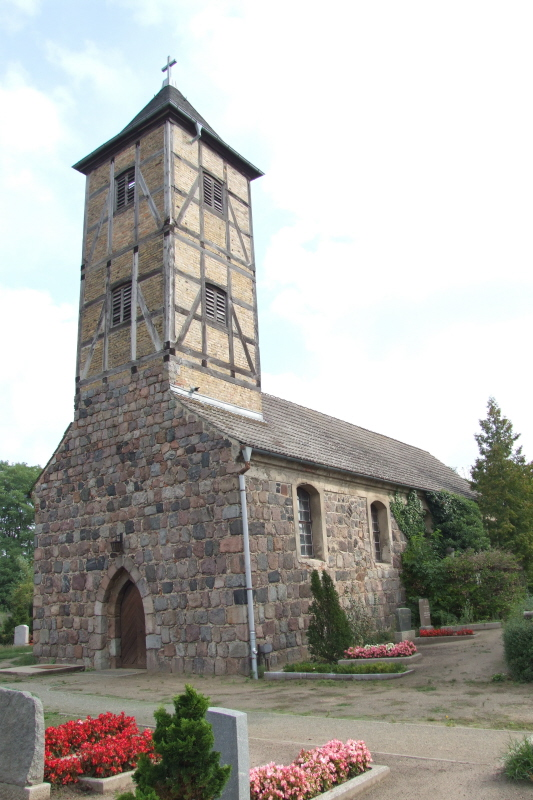
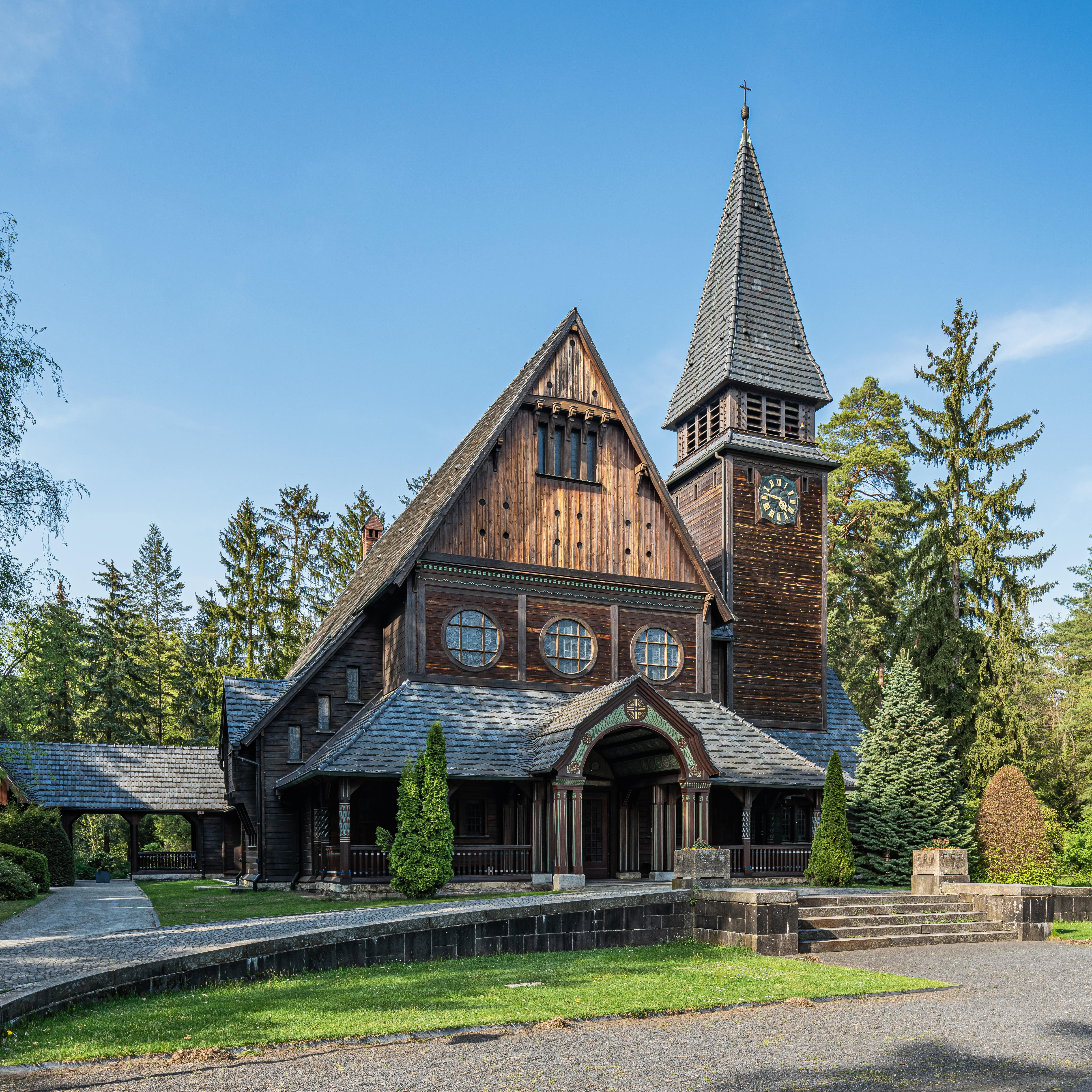